# صدا (فیلم ۲۰۱۰)
«صدا» (ترکی استانبولی: Ses) فیلمی در ژانر ترسناک به کارگردانی Ümit Ünal است که در سال ۲۰۱۰ منتشر شد. از بازیگران آن می‌توان به سلما ارگچ و محمد گونسور اشاره کرد.